# Завербний Роман Максимович
Роман Максимович Завербний (нар. 30 червня 1928 — ?) — український радянський діяч, інженер, голова Львівського міськвиконкому, генеральний директор виробничого об'єднання «Львівхімсільгоспмаш».

## Біографія
Освіта вища. Член КПРС.
Працював технологом, начальником складального цеху, потім випробовував машини на випробувальній станції конструкторського бюро (ГСКБ) «Львівсільмашу», в створенні якої брав безпосередню участь.
До березня 1961 року — заступник голови виконавчого комітету Львівської міської ради депутатів трудящих.
У березні 1961 — 17 січня 1963 р. — голова виконавчого комітету Львівської міської ради депутатів трудящих.
Потім працював директором Львівського мотозаводу.
У 1983—1989 роках — генеральний директор виробничого об'єднання «Львівхімсільгоспмаш».
У 1990-ті роки очолював асоціацію підприємств Львівщини «ГАЛАВТО».
Потім — на пенсії у місті Львові, де й помер.